# Estádio Yellow Dragon
O Estádio Yellow Dragon, também conhecido como Yellow Dragon Sports Center Stadium, é um estádio de futebol localizado na cidade de Hancheu, na China, também utilizado para eventos culturais, como shows musicais e celebrações.
O centro, construído entre 1997 e 2003, inclui o estádio de futebol com pista de corrida, arena coberta, pista ao ar livre e instalações para prática de campo, hotel esportivo, centro de imprensa e outras instalações para esportes, como ginástica rítmica, tênis, mergulho e xadrez. Foi uma das sedes da Copa do Mundo de Futebol Feminino de 2007.